# Ворошилово (Московская область)
Ворошилово — посёлок сельского типа в Можайском районе Московской области, входит в состав сельского поселения Бородинское. Численность постоянного населения по Всероссийской переписи 2010 года — 8 человек. До 2006 года посёлок входил в состав Бородинского сельского округа.
Фактически, посёлок — территория Спасо-Бородинского монастыря, высота центра над уровнем моря 223 м. Посёлок появился после закрытия монастыря в 1929 году, в 1992 году монастырь возрождён, но, административно, посёлок продолжает существовать.